# Adália Alberto

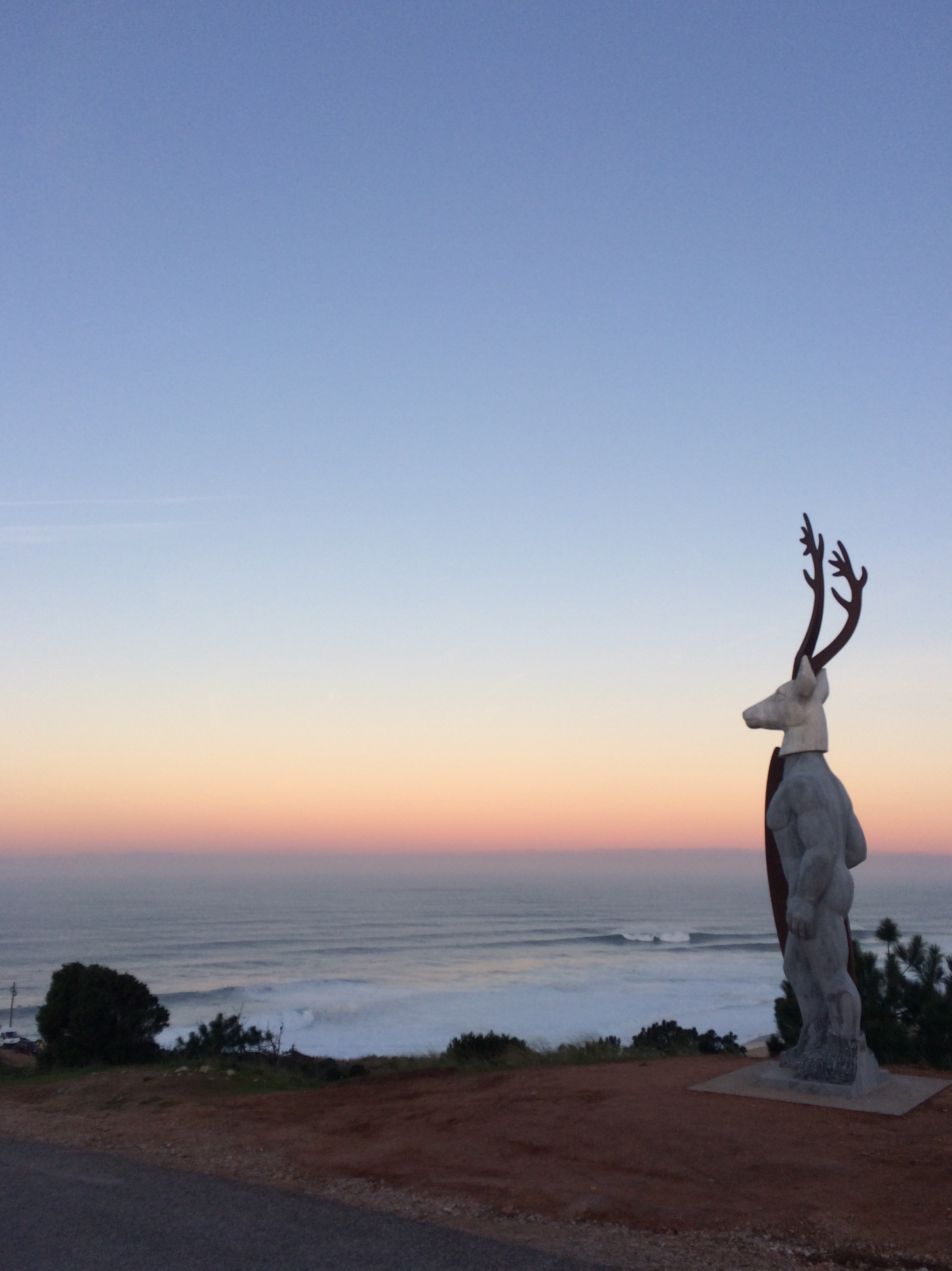
Veado, escultura de Adália Alberto na Nazaré, Portugal. Instalada em 2016.

Adália Alberto (Leiria, 1973) é uma escultora portuguesa. Sua obra está representada em vários espaços públicos, bem como museus, galerias de arte e pode ser vista tanto em Portugal com no estrangeiro.

## Biografia
Adália completou o curso de cantaria Artística na Batalha e se especializou na escultura como forma de expressão para a sua arte.
Em 1999 inicia a realização de esculturas originais. Um ano depois, apresenta a sua primeira exposição a título individual, em Leiria. A sua obra encontra-se actualmente representada em diversos Museus, Câmaras Municipais, Galerias de Arte, colecções de Arte e espalhada pelos cinco continentes.
“Adália Alberto ensaia / experimenta, não pretende ficar presa ou marcada com um estilo. As esculturas podem ser de cariz introspectivo, humorado ou provocatório. 
A artista considera que a arte é a visão crítica e provocatória da sociedade em que vivemos, conjugadas numa harmonia estética capaz ou não de provocar emoções por vezes difíceis de materializar. É uma interrogação constante sobre o nosso papel enquanto cidadãos, no mundo dito global, na tentativa de encontrar respostas às nossas inquietações. 
A arte permite não ficarmos reféns duma mera visão. A arte interpela-nos, provoca-nos, confronta-nos com uma sociedade onde o ser humano é constantemente posto à prova, na tentativa permanente de buscar a felicidade, aquilo que realmente o preencha na integra…”
A obra de Adália esteve presente na decoração exterior de casa da família Venâncio da telenovela A Única Mulher da TVI, em 2015.

## Obras
- 2018: "Primavera", Mourão, Évora

- 2016: “Veado”, Nazaré

- 2016: Busto da República, Guimarães

- 2016: Monumento aos 600 anos da Tomada de Ceuta, Pedrógão Grande

- 2015: “Laços”, Biscarrosse, França

- 2015: “Afectos”, Alcobaça

- 2015: Linguagem Corrente, Porto de Mós

- 2014: “Laços”, Pombal

- 2013: Escultura em homenagem à Indústria extractiva e transformadora da pedra e à Calçada Portuguesa - Porto de Mós

- 2011: ”Cumplicidades”, Carregado, Lisboa

- 2010: “Pega de Caras”, Santarém

- 2008: “Calceteiro”, Porto de Mós

- 2008: “A Toureira”, Santarém

- 2005: Monumento aos 35 anos de carreira de Pedro Barroso em Riachos, Torres Novas

## Exposições e Eventos

### Individuais
- 2018 - “ Reflexos”- Galeria da Antiga Capitania do Porto de Aveiro

“A Sombra das Esculturas”- Galeria da Biblioteca Municipal de Leiria
- 2017 - Farol Hotel Design, Cascais

Hotel Penha Longa Spa and Golf Resort, Sintra
"Reflexos" Galeria da Antiga Capitania do Porto de Aveiro
- 2016 - “Sem Preconceitos”- Farol Hotel Design, Cascais

Hotel Penha Longa Spa and Golf Resort, Sintra
- 2015 - Vera World Fine Art Festival - Coordoaria Nacional, Lisboa

Hotel Cidnay - Santo Tirso, Porto
Forte de S. Miguel Arcanjo, Nazaré
Hotel Penha Longa Spa and Golf Resort, Sintra
- 2014 - Hotel Cidnay, Santo Tirso

- 2014: Forte de S. Miguel Arcanjo, Nazaré

- 2014: Hotel Penha Longa Spa and Golf Resort, Sintra

- 2013 - Casa da Calçada Relais e Châteaux - Amarante, Porto

- 2013: Hotel Penha Longa Spa and Golf Resort, Sintra

- 2012: “Interrogações no Feminino”- Campus da Justiça, Lisboa

- 2012: Casa da Calçada Relais e Châteaux - Amarante, Porto

- 2012: Galeria Municipal Artur Bual, Amadora

- 2012: Hotel Penha Longa Spa and Golf Resort, Sintra

- 2011: ”Roteiros na Inquietação no Feminino”- Teatro José Lúcio da Silva, Leiria

- 2011: Ordem dos Médicos, Lisboa

- 2011: Feira de Arte Contemporânea da Amadora

- 2011: Ordem dos Médicos, Lisboa

- 2011: “Ordem para Criar” Armazém das Artes, Alcobaça

- 2011: Hotel Casa do Médico S. Rafael, Sines

- 2011: Hotel Mar & Sol, São Pedro de Moel

- 2010: “Particularidades”- Hotel Palace do Capitão, São Martinho do Porto

- 2010: “Singularidades II” - Galeria Espaço Jovem, Câmara Municipal de Porto de Mós

- 2009 - “Singularidades” - Casa dos Magistrados, departamento da Cultura de Covilhã

- 2007 - “ Linguagem Figurada” – Galeria do Teatro - Cine de Pombal

- 2005 - 13º Salão de Arte em Saint-Maur-Des-Fossés, Paris

- 2004 - Galeria Mouzinho de Alburquerque,Batalha

- 2002 - Galeria Mouzinho Albuquerque, Batalha

- 2000 - Galeria do Posto de Turismo de Leiria

Coletivas
- 2012: Galeria do Casino do Estoril

- 2012: Galeria Paleta, Lisboa

- 2012: Galeria LM, Sintra

- 2012: Galeria Rastro, Figueira da Foz

- 2012: Casa Roque Gameiro, Amadora

- 2011: II Feira de Arte Contemporânea da Amadora

- 2011: Exposição de Artes Plásticas, Montepio nas Caldas da Rainha

- 2011: Artshow - Parque das Nações, Lisboa

- 2011: Galeria do Casino do Estoril

- 2011: Galeria LM, Sintra

- 2011: Galeria Rastro, Figueira da Foz

- 2005: 13º Salão de Arte em Saint-Maur-Des-Fossés, Paris

- 2005: Sindicato de professores da Região Centro, Leiria

- 2004: Galeria Mouzinho Albuquerque, Batalha

- 2004: Centro Cultural de Vila Nova da Barquinha

- 2003: Galeria LCR, Sintra

- 2002: Galeria Século XVII, Leiria

- 2002: Galeria Lídia Cruz, Leiria

- 1997: 1º Fórum de Jovens Artistas, Castelo de Leiria

- 1997: Galeria do Arquivo Distrital de Leiria